# タブラトゥーラ
タブラトゥーラ（Tablatura）は、1984年にリュート奏者のつのだたかしを中心に結成された、中世古楽器編成による日本の古楽アンサンブル。
ヨーロッパの中世西洋音楽・ルネサンス音楽の楽曲をレパートリーとするが、オリジナル曲も演奏している。古き良き音楽を感じさせながらも、ポップでコンテンポラリーなサウンドを特徴とする。
姉妹アンサンブルとして、1990年に結成され、ヨーロッパ中世・ルネサンス期の宗教音楽をレパートリーとする「アンサンブル・エクレジア (Ensemble Ecclesia) 」がある。

## メンバー

### 現メンバー
- つのだたかし - リュート、リュート・ウード、ビウエラ・ハープ
- 田崎瑞博 - フィドル、フィーデル、ヴィオラ・ダ・ガンバ、ポルタティーフ・オルガン、フィドル・レベック
- 近藤郁夫 - パーカッション、ダルシマー、サズ、シターン
- 江崎浩司 - リコーダー、リコーダー・ショーム、ポンマー
- 山崎まさし - パーカッション、ダルシマー

ゲスト
- 波多野睦美 - ヴォーカル（メゾソプラノ）

### 旧メンバー
- 守安功 - リコーダー、ルネッサンス・フルート
- 石森愛彦 - ロングネック・リュート、プサルテリー・シターン
- 早坂紗知 - リコーダー、ハーディ・ガーディ、ショーム
- 佐野健二 - ロングネック・リュート、ビウエラ
- 馬場清規 - ロングネック・リュート

## ディスコグラフィー
キティ・レコードからのアルバム『タブラトゥーラ』I～IV、ベストアルバム『タブラトゥーラ コレクション』の5枚は、廃盤のため入手困難。
つのだたかしのレーベル「Dowland & Company」からの1996年のアルバム『タブラトゥーラ V』も廃盤となっている。
2000年にドイツの古楽レーベル・テルデックから発売されたワールドデビューアルバム『蟹』、2002年の『放浪』は、2015年にワーナーミュージック・ジャパンから再発された。
| タイトル                    | 発売年 | レーベル          |  |
| --------------------------- | ------ | ----------------- |  |
| タブラトゥーラI             | 1987   | Kitty             |  |
| タブラトゥーラII            | 1989   | Kitty             |  |
| タブラトゥーラIII           | 1990   | Kitty             |  |
| タブラトゥーラIV            | 1992   | Kitty             |  |
| タブラトゥーラ コレクション | 1995   | Kitty             |  |
| タブラトゥーラV             | 1996   | Dowland & Company |  |
| 蟹 Kani                     | 2000   | Warner            |  |
| 放浪 Vagabondaggio          | 2002   | Warner            |  |
| 新しい自転車 My new bicycle | 2007   | Dowland & Company |  |

## 映画音楽
- 花よりもなほ（2006年）
- ガマの油（2008年）